# A Magyar Kultúra Lovagjai 2017
A Magyar Kultúra Lovagja 2017. évi kitüntetettjei

## Az Egyetemes Kultúra Lovagja
616.	 Béres György (Bécs, Ausztria) pap, egyházzenész, „A gregorián énekkultúra nemzetközi és hazai fejlesztése érdekében kifejtett életművéért”
617.	 Neufeld Róbert (Hägersten, Svédország) mérnök, közgazdász, irodalmár és előadóművész, „A skandináviai magyar közösségek érdekében kifejtett nemzetnevelő szolgálatáért”

## Posztumusz Az Egyetemes Kultúra Lovagja
618.	 Kálvin János (Genf) reformátor, jogtudós, egyetemalapító  „Az egyetemes kultúra fejlesztéséért”

## Posztumusz A Magyar Kultúra Lovagja
619.	 Károlyi Gáspár (Nagykároly) reformátor, „A magyar kultúra fejlesztéséért”

## A Magyar Kultúra Lovagja
620.	 Babják Péter (Mezőladány) nyugdíjasklub-vezető,  „A település életminőségének fejlesztéséért”
621.	 Baloghné Domonkos Malvin (Mokcsamogyorós, Szlovákia) ének-zeneszakos pedagógus, karnagy,  „A magyar kultúra és nyelvhatár megerősítéséért”
622.	 Bukovics János (Apc) vadőr,  „A magyar népmese ápolásáért, és a közművelődés fejlesztéséért”
623.	 Dávid Lajos (Nagybánya, Románia) Nagybányai Teleki Magyarház vezetője,  „A magyar kultúra és nyelvhatár megerősítéséért”
624.	 Ernszt Katalin (Nagyrécse) művelődésszervező,  „A kultúrával végrehajtott nemzetegyesítő tevékenységéért”
625.	 Farkas Gábor (Kecskemét) magyar-történelem szakos tanár,  „A közművelődés és a nemzetközi kapcsolatok fejlesztéséért”
626.	 Farkasházi István (Cegléd) drámapedagógus, „A közművelődés fejlesztéséért”
627.	 Galánfi András (Nádudvar) fafaragó, a népművészet mestere, „Népművészet átörökítése érdekében kifejtett életművéért”
628.	 Grúz Atilla (Kisgyőr) kultúraszervező,  „A település életminősége fejlesztéséért”
629.	 Hajdu Imre (Bogács) történelemtanár, író, újságíró, lapszerkesztő, „A települések életminőségének és kulturális identitásának fejlesztéséért”
630.	 Ifj. Haszmann Pál (Alsócsernáton, Románia) helytörténész, „A székely-magyar kultúra határon túli ápolásáért”
631.	 Higyed Gyöngyi (Szatmárnémeti, Románia) zenetanár, karnagy, „A határon túli magyar zene- és énekkultúra ápolásáért”
632.	 Juhász Ferenc (Csengersima-Nagygéc), nyá. pénzügyőr, „A település szellemiségének megmentéséért”
633.	 Kalita Gábor (Pozsony, Szlovákia) közíró, festőművész, „A határon túli magyar kultúra ápolása érdekében kifejtett életművéért”
634.	 Prof. Kretity Károly (Eszék, Horvátország) tanár-műemlékvédő,„A határon túli kulturális örökség ápolása érdekében kifejtett életművéért”
635.	 Láng Miklós (Balatonalmádi) főkönyvelő,„Képtáralapító és közösségszervező életművéért”
636.	 Milbichné Tallér Mária (Solymár) varrónő, „A sváb nemzetiség hagyományai ápolása érdekében kifejtett életművéért”
637.	 Pődőr György (Vasszécsény) mérnöktanár, „A természettudomány és a magyar irodalom népszerűsítése érdekében kifejtett életművéért”
638.	 Dr. Sturcz Zoltánné (Budapest) pedagógus, mézeskalács-készítő, „A közművelődés fejlesztéséért”
639.	 Szabó Zoltán Tibor (Budapest) karnagy, „A magyar kórusmozgalom érdekében kifejtett életművéért.”
640.	 Szöllősy József (Szeged) hegedűművész, „A zenei hagyományok ápolásáért”
641.	 Tarnai Kiss László (Budapest) zenepedagógus, „A zenei hagyományok ápolásáért”

## A Magyar Kultúra Apródja
642.	 Dr. Lajkó István DLA (Budapest) zongoraművész, „A magyar zenekultúra nemzetközi népszerűsítéséért”